# Reyer Venezia 1974-1975
Questa voce raccoglie le informazioni riguardanti la Reyer Venezia nelle competizioni ufficiali della stagione 1974-1975.

## Stagione
La Canon Reyer Venezia disputa il campionato di Serie A1 terminando al 10º posto (su 14 squadre). Entra nel girone qualificazione salvezza dove arriva al 3º posto e viene retrocessa in serie A2. Anche questa stagione fu giocata al Palagoldoni (o Palasport Città di Vicenza) a Vicenza nell'attesa della costruzione del nuovo Palasport dell'Arsenale a Venezia. Tale stagione vede sorgere un altro derby veneziano (oltre a quello con la Junghans Venezia degli anni 50) questa volta con il Basket Mestre (che giocava a Castelfranco Veneto in attesa del nuovo palazzetto G. Taliercio).

## Rosa 1974-75
- Waldi Medeot
- Milani
- Lorenzo Carraro
- Sauro Bufalini
- Guido Barbazza
- Carlo Spillare
- Stefano Gorghetto
- Amedeo Rigo
- Renzo Frezza
- Bob Christian

Allenatore:
- Tonino Zorzi

Christian 21